# Липай, Александр Иосифович
Алекса́ндр Ио́сифович (Але́сь) Липа́й (бел. Аляксандр Іосіфавіч (Алесь) Ліпай; 9 апреля 1966, дер. Андросовщина — 23 августа 2018, Минск) — белорусский журналист и поэт. Создатель и директор информационного агентства БелаПАН.

## Биография
Алесь Липай родился 9 апреля 1966 года.
Окончил среднюю школу в городе Копыле Минской области, затем факультет журналистики Белорусского государственного университета в Минске.
В 1988—1991 годах работал корреспондентом, редактором отдела новостей газеты «Знамя юности».
В 1988 году стал первым корреспондентом Радио «Свобода» в Беларуси.
В ноябре 1991 года организовал первое в Беларуси негосударственное информационное агентство (ныне информационная компания) БелаПАН и стал его генеральным директором. В 1996—1998 годах был вице-президентом Белорусской ассоциации журналистов.
Помимо множества журналистских публикаций, Алесь Липай известен как автор стихов. Среди его изданий:
- «Под снегом столетий» (бел. «Пад снегам вякоў», 2000);
- «Рэшта» (2007);
- «Абдымкі» (2017).

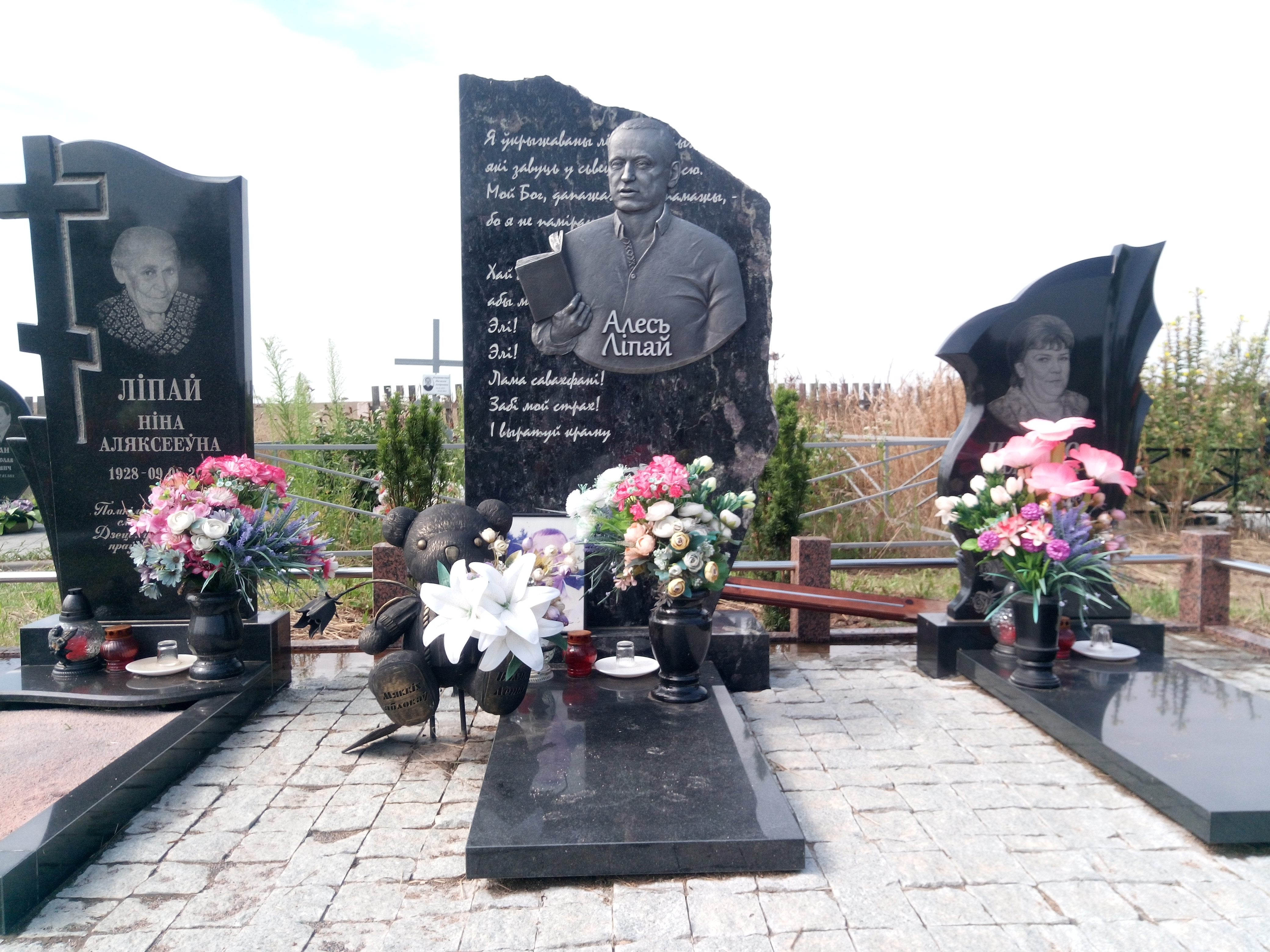
Могила Алеся Липая

Агентство БелаПАН и интернет-газета «Белорусские новости», которые основал Алесь Липай, удостоены ряда призов за профессиональную журналистскую деятельность.
Скоропостижно скончался 23 августа в больнице в Минске после тяжёлой болезни. Похоронен в Руденске рядом с матерью и сестрой.